# Alan Paterson
Alan Sinclair Paterson (11 giugno 1928 – 8 maggio 1999) è stato un altista britannico.

## Palmarès

### Europei
- 2 medaglie:
  - 1 oro (Bruxelles 1950 nel salto in alto)
  - 1 argento (Oslo 1946 nel salto in alto)

### Giochi dell'Impero Britannico
- 1 medaglia:
  - 1 argento (Auckland 1950 nel salto in alto)